# واسکو (ایلینوی)
واسکو (به انگلیسی: Wasco) یک منطقهٔ مسکونی در ایالات متحده آمریکا است که در شهرستان کین، ایلینوی واقع شده‌است. واسکو ۲۴۹٫۹۴ متر بالاتر از سطح دریا واقع شده‌است.